# Ruch Normandzki

Flaga Ruchu Normandzkiego

Ruch Normandzki (fran. Mouvement normand) – ugrupowanie polityczne o charakterze regionalistycznym działające we francuskiej Normandii.
W 1969 r. oddział prawicowej Fédération nationale des étudiants de France z Rouen połączył się z Unią Regionu Normandii, tworząc Ruch Młodzieży Normandzkiej. W 1971 r. został on przemianowany na Ruch Normandzki. Do jego współzałożycieli należeli m.in. prawicowy deputowany Pierre Godefroy, działacz skrajnej prawicy Didier Patte, publicysta i pisarz Jean Mabire. Na czele Ruchu stanął D. Patte. Obecnie organizacja rekrutuje swoich zwolenników ze skrajnie prawicowego Frontu Narodowego, ale też z centrowo prawicowej Unii na rzecz Demokracji Francuskiej. Ruch Normandzki opowiada się za zjednoczeniem Dolnej i Górnej Normandii w jeden organizm administracyjny oraz uzyskaniem autonomii przez Normandię, która miałaby wówczas własny rząd regionalny. Odrzuca natomiast możliwość odłączenia się regionu od Francji. Działa na rzecz promowania i rozwoju kultury normandzkiej uformowanej z elementów normańskich i galickich. Proponuje utworzenie w ramach Unii Europejskiej instytucji Senatu Europejskiego, w którym każdy region, naród, mniejszość narodowa i etniczna, a także mniejszość kulturowa bądź językowa miałaby swojego przedstawiciela.